# 콜로라도 주립 대학교

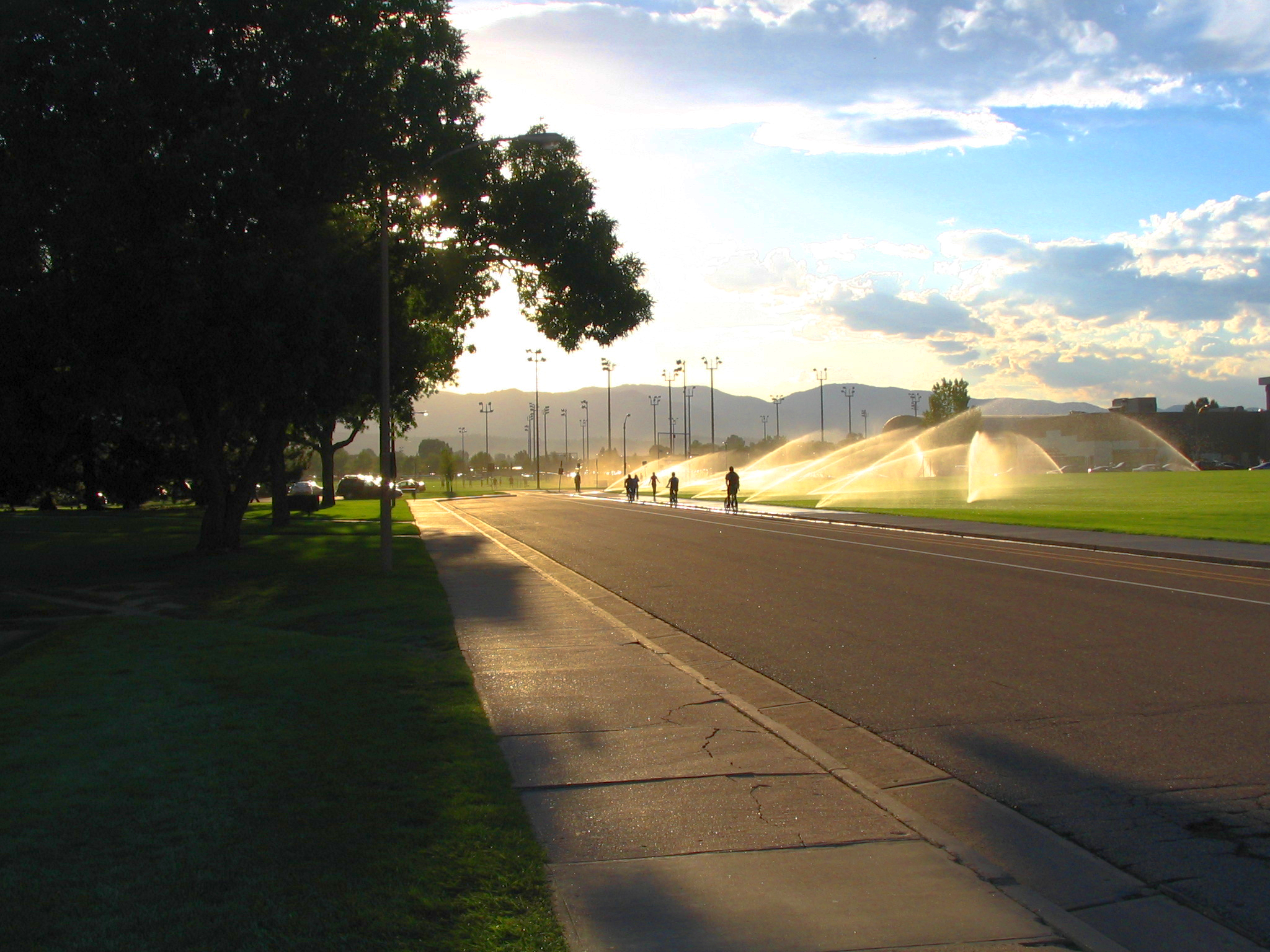

콜로라도 주립 대학교(Colorado State University)는 미국 콜로라도주 포트콜린스에 있는 4년제 공립 랜드그랜트 대학교이다. 1870년 첫 개교되었다.

## 같이 보기
- 콜로라도주의 대학 목록